# Canthon pilularius
Canthon pilularius  (лат.) — вид пластинчатоусых жуков рода Canthon из подсемейства Scarabaeinae. Неарктика.

## Описание
Длина тела 12—17 мм, зеленовато-бронзовые. Активен с мая по сентябрь.